# يو إف سي 158
يو إف سي 158: سانت بيير ضد دياز (بالإنجليزية: UFC 158: St-Pierre vs. Diaz)‏ هو حدث لفنون القتال المختلطة نظمته يو إف سي، أُقيم في 16 مارس 2013، على مركز بيل في مونتريال، كيبك، كندا.